# علم التشكل الرقمي
علم التشكل الرقمي (بالإنجليزية: DigiMorph) يقوم جزء من مبادرة المكتبات الرقمية لمؤسسات العلوم القومية بإنشاء ومشاركة تصورات ثنائية الأبعاد وثلاثية الأبعاد للهياكل الداخلية والخارجية للفقاريات الحية والمنقرضة، بالإضافة إلى مجموعة متنامية من «اللافقاريات».
وتم إنشاء مركز المعلومات لمكتبة علم التشكل الرقمي باستخدام ماسحة تصوير شعاعي طبقي محسوب بالأشعة السينية بدقة عالية (علم تشكل محوسب بالأشعة السينية) في جامعة تكساس في أوستن. ويمكن مقارنة هذا الجهاز بماسحة التصوير المقطعي المحوسب للتشخيصات الطبية التقليدية، لكن بالإضافة إلى دقة وطاقة اختراق أكبر. ويستخدم الجهاز الأشعة السينية لتصوير الشرائح الرفيعة عبر الأشياء الصلبة، مثل العظام والصخور. وقد تم تجميع المئات إلى الآلاف من الشرائح على بعضها من أجل عمل نموذج ثلاثي الأبعاد للكائن، مما يسمح للباحثين باختراق الكائن بدون إتلافه.
ومنذ عام 2007، تحتوي مكتبة علم التشكل الرقمي على ما يزيد على تيرابايت من الصور من عينات التاريخ الطبيعي التي تعد ذات أهمية كبيرة لجهود التعليم والأبحاث. ويوفر موقع مكتبة علم التشكل الرقمي الآن التصوير المحسن لتسليم الويب، وذلك لأكثر من 475 عينة ساهم فيها أكثر من 125 باحثًا متعاونًا من متاحف وجامعات التاريخ الطبيعي في مختلف أرجاء العالم.
وتوجد ماسحة التصوير المقطعي المحوسب في كلية جاكسون للعلوم الجيولوجية في جامعة تكساس في أوستن، ويعمل على تشغيلها علماء في منشأة التصوير الشعاعي المقطعي المحوسب بالأشعة السينية عالية الدقة في جامعة تكساس (UTCT)، وهي عبارة عن منشأة محددة متعددة المستخدمين مدعومة من خلال مؤسسة العلوم الوطنية.

## وصلات خارجية
- DigiMorph
- Visualization Web site reaches milestones, reveals popular fascination with the diversity of life forms (JSG Online, November 13, 2006)
- The University of Texas High-Resolution X-ray Computed Tomography Facility
- Digital Scanner Brings Fossils Into 3-D View - and Exposes Fake Ones نسخة محفوظة 25 أغسطس 2009 على موقع واي باك مشين. (PBS Wired Science)
- ScientificAmerican.com names Digimorph a Top 50 science and technology Web site (UT Austin, October 5, 2004)
- Study shows dinosaur could fly: Winged creature had birdlike senses, fossil X-rays reveal (San Francisco Chronicle, August 5, 2004)
- Birds Flew Earlier Than Previously Thought, Scientists Say (New York Times, August 4, 2004)
- Peering Inside Fossils: Paleontologist Uses High-Tech Scans to Probe Relics of the Past (NPR, March 10, 2003)